# Jan Six (1618-1700)
Jan Six (Amsterdam, 14 januari 1618 – aldaar, 28 mei 1700), heer van Vromade en Wimmenum, was een Amsterdams regent en schrijver.

## Familie
Jan was een lid van de familie Six. Hij was de zoon van Jean Six en Anna Wijmer en werd in de Waalse kerk gedoopt met de naam Jehan. Zijn vader overleed twee maanden voor de geboorte van Jan; hij had fortuin gemaakt in de zijde- en lakenindustrie. In juli 1655 huwde Jan Six Margaretha Tulp, de dochter van de burgemeester-hoogleraar Nicolaes Tulp.

## Loopbaan
Jan Six begon zijn studies in de vrije kunsten en rechtsgeleerdheid te Leiden op 4 maart 1634. Hij bleef tot na de dood van zijn moeder op 21 juni 1654 op de Kloveniersburgwal 101 wonen. De architect Adriaan Dortsman bouwde in 1667 een huis voor hem op Herengracht 619.
In 1657 kreeg hij een stedelijk ambt. Pas in 1679 kreeg hij een zetel in de vroedschap. Hij werd slechts eenmaal burgemeester, in 1691.
Six was vriend en beschermer van zijn grote stadgenoten Vondel en Rembrandt. De eerste heeft zijn nagedachtenis bewaard in de Nederlandse letteren; de laatste vereeuwigde hem in een beroemd portret (1654), dat in het najaar van 2010 in het Rijksmuseum tentoongesteld werd. 
Rembrandt schilderde Anna Wijmer, Six' moeder, reeds in 1641. In 1645 schetste Rembrandt het bruggetje van Six, een bruggetje over een zijkanaal van de Amstel. De Nederlandse vertaling van Il libro del Cortegiano - De volmaeckte Hovelinck - van Baldassare Castiglione werd in 1662 door de vertaler Lambertus van den Bos aan Jan Six opgedragen.
Six' verzameling schilderijen, tekeningen en etsen genoot grote bekendheid en heeft de basis gelegd voor de Collectie Six.

## Werken
Zijn toneelwerken, zonder zijn naam uitgegeven, zijn:
- Medea (Amst. 1648, uitgave in folio; 2e druk in 4 o. met een ets van Rembrandt uit 1647, ald. 1679; 3e dr. ald. 1680, waarachter het gedicht Muiderberg). Het stuk werd in de Amsterdamse schouwburg door Jan Vos voor lege zalen opgevoerd. Behalve dan die keer dat Cosimo III de' Medici kwam kijken, op 30 december 1667.
- Onschult (blijspel, ald. 1654, herdrukt in 1662).